# Gương mặt thân quen Nhí
Gương mặt thân quen Nhí là một chương trình truyền hình tương tác do Đài Truyền hình Việt Nam và Công ty Trách nhiệm hữu hạn Sóng Vàng phối hợp sản xuất, được phát sóng vào lúc 21:10 tối thứ sáu hàng tuần trên kênh VTV3 từ ngày 3 tháng 10 năm 2014 đến ngày 10 tháng 11 năm 2017. Đây là phiên bản dành cho trẻ em của chương trình Gương mặt thân quen và được thực hiện dựa trên chương trình Your Face Sounds Familiar của Tây Ban Nha.
Khác với phiên bản người lớn, phiên bản nhí có sự tham gia của các thí sinh trong độ tuổi 7 đến 14, và họ cũng sẽ phải hóa thân thành các nhân vật nổi tiếng và trình diễn hàng tuần.

## Ban giám khảo và dẫn chương trình
| Ban giám khảo  | Mùa | Mùa | Mùa | Mùa |
| Ban giám khảo  | 1   | 2   | 3   | 4   |
| -------------- | --- | --- | --- | --- |
| Mỹ Linh        | ✔️  | ✔️  | ✔️  |     |
| NSƯT Hoài Linh | ✔️  | ✔️  | ✔️  | ✔️  |
| NSND Hồng Vân  | ✔️  | ✔️  | ✔️  |     |
| NSƯT Xuân Bắc  |     |     |     | ✔️  |
| Hiền Thục      |     |     |     | ✔️  |
| NSND Tự Long   |     |     |     | ✔   |

Đại Nghĩa là MC của chương trình trong suốt thời gian phát sóng.

## Định dạng
Tương tự Gương mặt thân quen, nhưng luật chơi của phiên bản nhí có một vài thay đổi.
- 3 mùa đầu tiên: Có sáu cặp thí sinh tham gia mỗi mùa. Từng thí sinh nhí sẽ được gặp gỡ, ghép cặp với một thí sinh người lớn (là một người nổi tiếng) để cùng nhau trình diễn tại chương trình. Suốt mùa giải, thí sinh người lớn có vai trò quan trọng trong việc hỗ trợ, hướng dẫn các thí sinh nhí và giúp họ có màn thể hiện tốt nhất.
- Mùa 4: Ba huấn luyện viên người lớn sẽ đại diện cho ba đội, mỗi đội gồm hai thí sinh nhí. Mỗi huấn luyện viên sẽ hướng dẫn cho hai thành viên của mình và sẽ biểu diễn đơn hàng tuần. Trong một số tập (4, 8, 12), các thí sinh sẽ được kết hợp với các huấn luyện viên của mình cùng các khách mời của huấn luyện viên đó.
- Mùa 5: Mỗi thí sinh nhí sẽ có một đội ngũ của riêng mình, bao gồm một thí sinh người lớn như ba mùa đầu, một chuyên viên hóa trang, và chính thí sinh nhí đó. Với mùa này, độ tuổi tham dự được mở rộng lên 7-14 tuổi (so với 6-12 tuổi trước đó).[2]

Đối với các cặp thí sinh, nếu nhân vật hóa thân của họ là một người đơn lẻ, cả hai sẽ phải hóa trang thành cùng một nhân vật đó để trình diễn. Nếu nhân vật là một cặp hoặc một nhóm nhạc, các thí sinh có thể lựa chọn hóa thân thành hai nhân vật khác nhau trong cặp/nhóm đó. Thí sinh nhí có giới tính nam sẽ không được hóa thân thành các nhân vật nữ.
Sau mỗi đêm thi, các thí sinh sẽ được ban giám khảo gồm ba người chấm trên thang điểm từ 7 đến 12 dựa trên màn thể hiện của họ. Thí sinh có tổng điểm cao nhất sẽ giành chiến thắng trong tuần và nhận giải thưởng trị giá 100 triệu đồng, trong đó 50 triệu dành cho thí sinh nhí (thể hiện bằng những phần quà có giá trị tương đương như một loại nhạc cụ, chuyến du lịch,... hoặc những suất học bổng có cùng giá trị) và 50 triệu còn lại dành cho thí sinh lớn (một phần hoặc toàn bộ số tiền này sẽ được dùng vào mục đích từ thiện, tùy theo nguyện vọng của thí sinh). Thí sinh giành giải nhất chung cuộc của mùa sẽ nhận được phần thưởng trị giá 700 triệu đồng, trong đó 500 triệu đồng dành cho công tác từ thiện; mỗi thí sinh sẽ được chia đều số giải thưởng còn lại.

## Tổng quan các mùa

### Mùa 1
Mùa thứ nhất được phát sóng từ 3 tháng 10 năm 2014 đến 19 tháng 12 năm 2014, với giải nhất chung cuộc thuộc về cặp thí sinh Ju Uyên Nhi - Kyo York.

#### Mùa 2
Mùa thứ hai được phát sóng từ 2 tháng 10 năm 2015 đến 25 tháng 12 năm 2015, với giải nhất chung cuộc thuộc về cặp thí sinh Hoàng Quân - Khương Ngọc.

### Mùa 3
Mùa thứ ba được phát sóng từ 7 tháng 10 năm 2016 đến 30 tháng 12 năm 2016, với giải nhất chung cuộc thuộc về cặp thí sinh Mai Chi - Lê Giang.

### Mùa 4
Mùa thứ tư được phát sóng từ 18 tháng 8 năm 2017 đến 10 tháng 11 năm 2017, với giải nhất chung cuộc thuộc về thí sinh Thụy Bình.